# Dipteridaceae
Ver Pteridophyta para una introducción a las plantas vasculares sin semilla
Las dipteridáceas (nombre científico Dipteridaceae) son una familia de helechos que en el moderno sistema de Christenhusz et al. 2011 son monofiléticas. 

## Taxonomía
Introducción teórica en Taxonomía
La clasificación más actualizada es la de Christenhusz et al. 2011 (basada en Smith et al. 2006, 2008); que también provee una secuencia lineal de las licofitas y monilofitas.
- Familia 11. Dipteridaceae Seward & E.Dale, Philos. Trans., ser. B 194: 487 (1901). Sinónimo: Cheiropleuriaceae Nakai, Bot. Mag. (Tokyo) 42: 210 (1928).

2 géneros  (Cheiropleuria, Dipteris) Referencias: Kato  et al. (2001).

### ClasificaciónsensuSmithet al.2006
Ubicación taxonómica:
Plantae (clado), Viridiplantae, Streptophyta, Streptophytina, Embryophyta, Tracheophyta, Euphyllophyta, Monilophyta, Clase Polypodiopsida, Orden Gleicheniales, familia Dipteridaceae.
Hennipman (1996) sugirió la inclusión de Dipteridaceae y Matoniaceae en Gleicheniaceae. Sin embargo Smith et al. (2006) mantienen a las familias divididas, debido a sus diferencias morfológicas distintivas.
2 géneros:
- Cheiropleuria (esporas tetraédricas, con marca trilete. Soros dispuestos en forma acrosticoide en la lámina, lámina fértil distinta de la estéril.)
- Dipteris (esporas bilaterales, con marca monolete. Soros bien diferenciados, láminas fértiles y estériles iguales.)

Cerca de 11 especies.

## Filogenia
Introducción teórica en Filogenia
Monofilético (Kato et al. 2001, Pryer et al. 2004b). 

## Ecología y Evolución
El registro fósil comienza en el Triásico tardío.
Actualmente distribuidas en India, el sudeste de Asia, el este y sudeste de China, centro y sur de Japón, y desde Malasia hasta Melanesia y el oeste de Polinesia (Samoa).

## Caracteres
Con las características de Pteridophyta.
Rizomas largamente rastreros, solenostélicos o protostélicos. Cubiertos con cerdas ("bristles") o pelos articulados. Pecíolos con un único haz vascular en su lado proximal, y una polistela en su lado distal. Las láminas (las estériles, al menos) separadas por grietas en dos o más partes subiguales. Venas altamente reticuladas, con venillas inclusas. Soros exindusiados, discretos, "compitales" (a los que llegan muchas venas). Soros esparcidos a lo largo de la superficie, o bien hojas dimórficas y las fértiles cubiertas por esporangios. Los esporangios dentro de cada soro maduran de forma simultánea, o bien maduración mixta (algunos soros con maduración simultánea y otros maduran en forma gradual). Esporangios con pie de 4 células de espesor. Anillo casi vertical o ligeramente oblicuo.
Esporas elipsoides y con marca monolete, o bien tetraédricas y con marca trilete. 64 o 128 esporas por esporangio. 
Gametofitos cordados-taloides. 
Número de cromosomas: x = 33.

### Otros proyectos wikimedia
- Wikimedia Commons alberga una categoría multimedia sobre Dipteridaceae.
- Wikispecies tiene un artículo sobre Dipteridaceae.